# Edouard Bourguignon
George Edouard Bourguignon (Antwerpen, 18 augustus 1887 - onbekend) was een Belgisch touwtrekker.

## Levensloop
Bourguignon maakte deel uit van het Belgisch touwtrekteam dat deelnam aan de Olympische Zomerspelen van 1920 te Antwerpen. Hij behaalde er met de nationale ploeg een bronzen medaille.